# Conistra nigra
Conistra nigra là một loài bướm đêm trong họ Noctuidae.